# ペリー郡区 (アイオワ州ブキャナン郡)
ペリー郡区は、アメリカ合衆国、アイオワ州、ブキャナン郡にある16の郡区の一つである。2000年の国勢調査で、人口は3044人だった。

## 地理
ペリー郡区は、93.5平方キロメートル（36.09平方マイル)で、Jesupが含まれる。非法人地域のLittletonが、この郡区にある。アメリカ地質調査所によると、この郡区はCedar CrestとLittletonとSaint AthanasiusとSaint Michaelsの4つの霊園が含まれる。